# 健康づくりのための運動指針2006
健康づくりのための運動指針2006（けんこうづくりのためのうんどうししん2006）とは、厚生労働省が2006年7月に国民の生活習慣病予防のために策定した、身体活動量・運動量および体力の基準値である。本指針は2013年に改定され、健康づくりのための身体活動基準2013がとって代わった。

## 概要
本指針では、独自に運動量に関する尺度が設けられている。主なものを以下に示す。

### メッツ
メッツは運動の強さの単位。単位は「MET」（"Metabolic Equivalent of Task"の略語）。安静時に対して何倍に相当するかを示すもの。
主な運動とメッツの関係は次の通り。
- 普通歩行、軽い筋力トレーニング、バレーボール - 3 MET
- 速歩、ゴルフ、自転車に乗る - 4 MET
- 軽いジョギング、エアロビクス、階段昇降 - 6 MET
- ランニング、水泳、重い荷物を運ぶ - 8 MET

### エクササイズ
運動量の単位。単位は「Ex」（"Exercise"の略語）。メッツで表される強さの運動にその運動を行った時間（単位・時間：hour）を乗じたもの。したがって単位としては"MET・h"と同等となる。たとえば3 METで示された単位の運動を、2時間続けると6 Exとなる。厚生労働省では、健康維持と増進のため、23 Ex/週（そのうち活発な運動を4 Ex）を行うことを推奨している。ただしメタボリック・シンドローム該当者とその予備群に対しては10 Ex/週を積極的な運動で行うことを推奨している。
MET が世界的に使われている単位なのに対し、Ex は厚生労働省が定義し、日本でしか用いられていない。